# Rue Trolley-de-Prévaux
La rue Trolley-de-Prévaux est une voie du 13e arrondissement de Paris, en France.

## Situation et accès

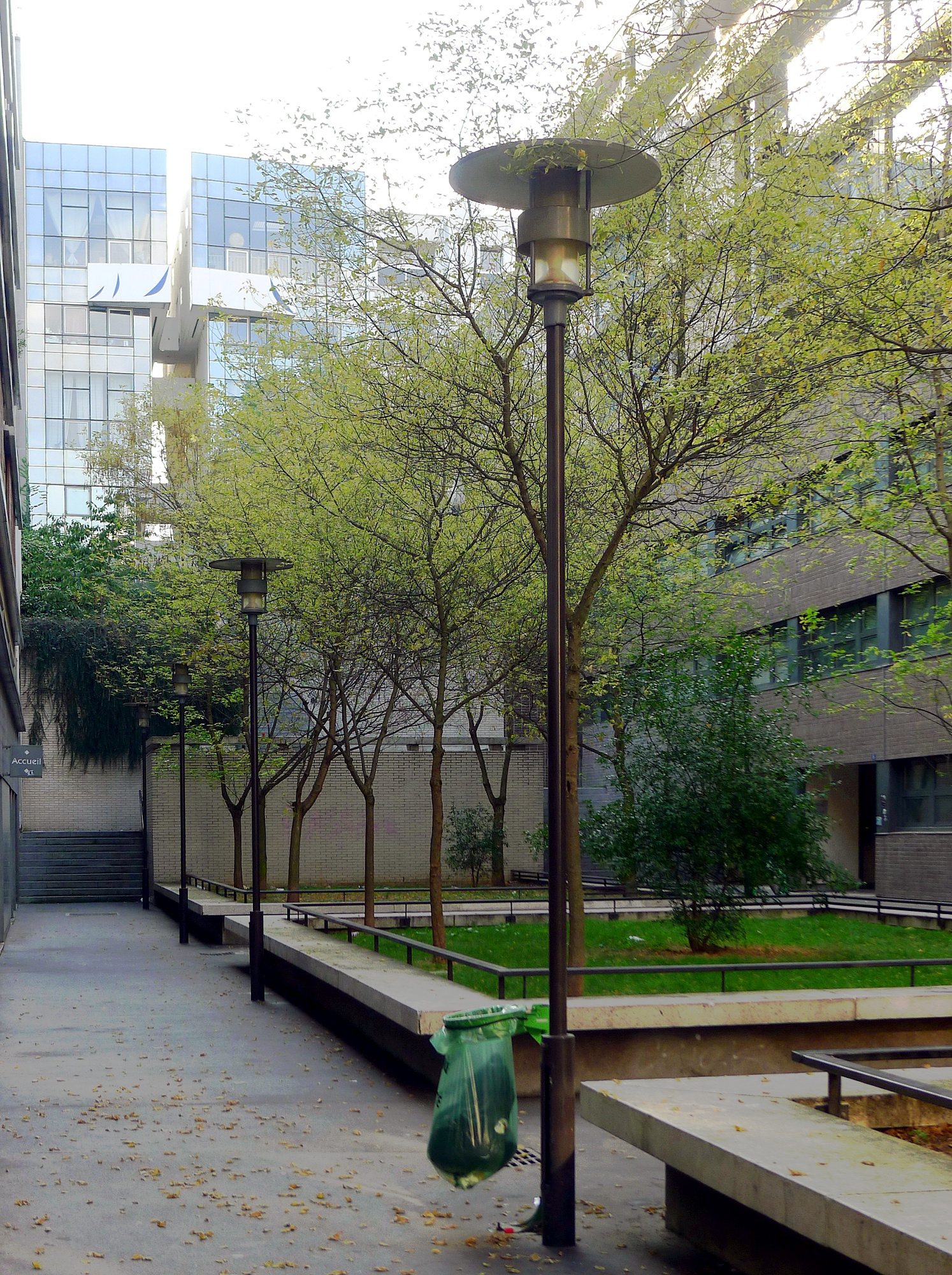
La rue Trolley-de-Prévaux rejoint la rue de Patay par des escaliers et un jardin.

La rue Trolley-de-Prévaux est une voie située dans le 13e arrondissement de Paris. Elle débute au 71, rue de Patay et se termine au 54, rue Albert. 

## Origine du nom
Elle rend hommage à l'amiral Jacques Trolley de Prévaux et à sa femme, tous les deux résistants et fusillés en 1944.

## Historique
La voie est créée dans le cadre de l'aménagement de la ZAC Château des Rentiers sous le nom provisoire de « voie CD/13 » et prend sa dénomination actuelle le 14 janvier 1994.